# Уилкс, Йорик
Йорик Александер Уилкс (англ. Yorick Alexander Wilks; род. 27 октября 1939) — британский учёный, специалист по проблемам искусственного интеллекта, профессор Университета Шеффилда, старший научный сотрудник Оксфордского Института Интернета при Оксфордском университете.

## Биография
Закончил мужскую среднюю школу Торки. В 1968 году закончил Кембриджский университет.